# 小浜港 (沖縄県)
小浜港（こはまこう）は、沖縄県八重山郡竹富町の小浜島にある地方港湾である。港湾管理者は沖縄県。統計法に基づく港湾調査規則では乙種港湾に分類されている。

## 概要
小浜島の北東側に位置する。石垣島の石垣港などとの間に旅客船（高速船）が多数就航しているほか、定期貨客船（フェリー）や地元の小型船もこの港を利用している。島外との交通手段が実質的に船舶に限られる小浜島において、住民にとっては生活上必要不可欠な生活港湾であり、観光客にとっては唯一の玄関口でもある。

## 沿革
- 1972年（昭和47年）5月15日 - 本土復帰に伴い地方港湾に指定[5]。
- 2001年（平成13年）4月 - 小浜島を舞台とするNHK連続テレビ小説『ちゅらさん』放送開始（同年9月まで）。
- 2002年（平成14年）12月6日 - 小浜港旅客待合所「ちゅらさんばし・旅のかろい」落成[6]。
- 2006年（平成18年）1月17日 - 「細崎さわやか生活改善グループ」が旅客待合所内に特産品等を販売する売店「くば屋ぁ」をオープン[7][8]。
- 2008年（平成20年）10月2日 - 八重山郡内の港湾・漁港のターミナルで初となる自動体外式除細動器 (AED) を設置[9]。

## 施設
- 係留施設[2]

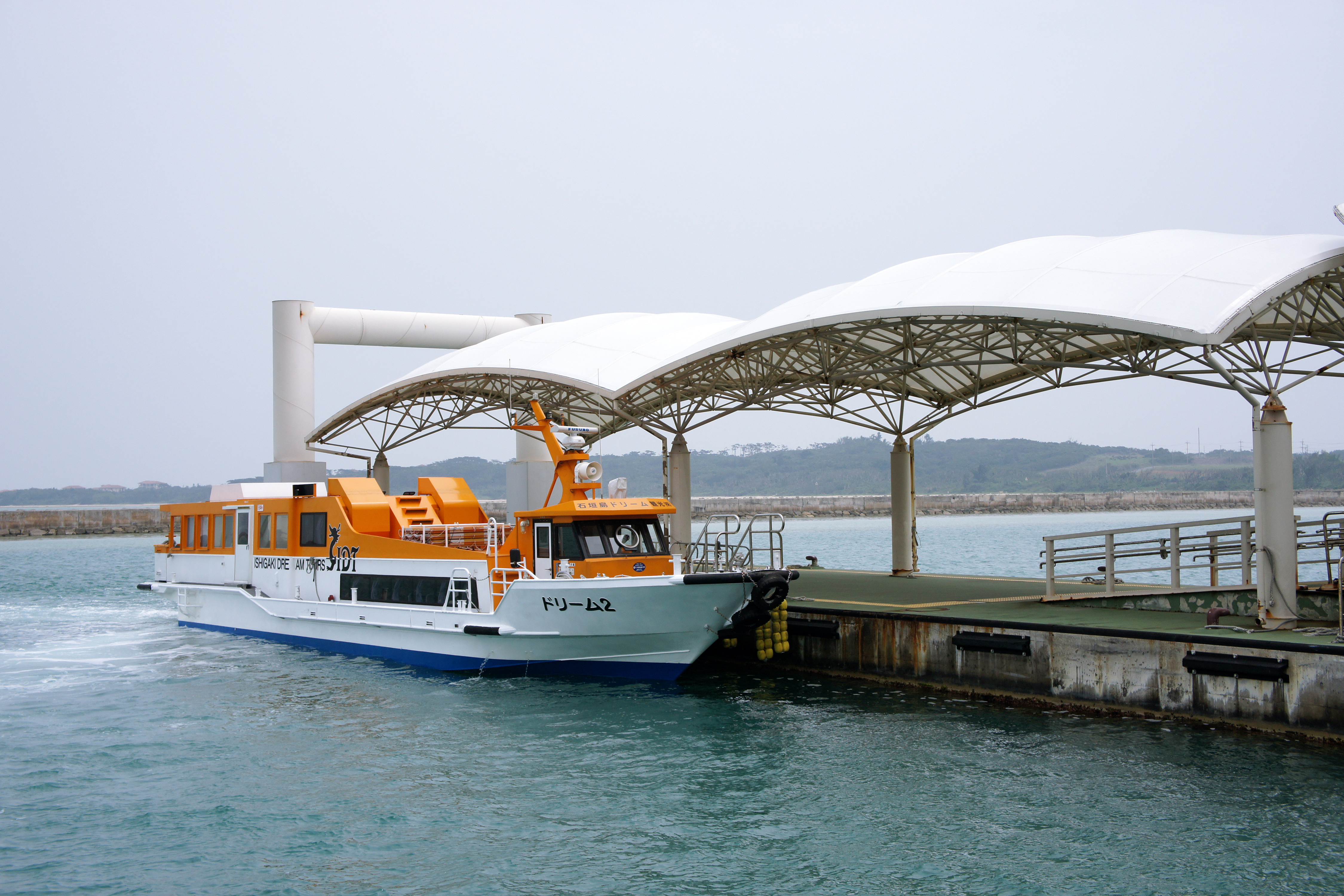
小浜港浮桟橋

  - 物揚場 (- 3.0 m) - 370 m（最大対象船舶 100総トン）
  - 物揚場 (- 2.0 m) - 80 m（最大対象船舶 30総トン）
  - 浮桟橋 - 1基（最大対象船舶 100総トン）
  - 船揚場 - 50 m
- 旅客待合所「ちゅらさんばし・旅のかろい」

## 定期航路
八重山観光フェリー、安栄観光の2社が以下の定期航路を運航している。ただし、石垣航路以外の本数は少ない。
- 旅客船（高速船）
  - - 石垣港（石垣島）
  - - 大原港（西表島）
  - - 竹富東港（竹富島）
- 貨客船（フェリー）
  - - 石垣港（石垣島）